# Bartolomeo Nappini
Bartolomeo Nappini (Petrizzi, 1637 – Roma, 20 giugno 1717) è stato un poeta e presbitero italiano,  poeta in lingua fidenziana.

## Biografia
Calabrese di nascita, Bartolomeo Nappini venne ancora in età infantile a Roma, tanto che il Crescimbeni, suo compagno nell'Accademia dell'Arcadia, lo credeva romano. A Roma esercitò dapprima l'avvocatura presso la Camera Apostolica; in seguito abbracciò lo stato ecclesiastico: venne ordinato sacerdote, Clemente X gli diede un'abbazia e successivamente divenne canonico di Santa Maria in Rotonda.
Fu tra i fondatori dell'Accademia degli Infecondi. Entrò anche in Arcadia col nome di Silenio Anteante solo nel 1709 e si tenne lontano dalle scissioni e dalle liti dell'Arcadia. In vita pubblicò solo qualche poesia di occasione, generalmente civili (un sonetto per la liberazione di Vienna, uno per la presa di Buda, ecc.) sotto il nome di "don Polipodio Calabro, pedagogo e pastore". La raccolta di 132 sonetti di tono giocoso in lingua fidenziana, ossia in un misto di lingua italiana e di lingua latina, uscì postuma a Guastalla nel 1760. Aristarco Scannabue (Giuseppe Baretti) ne curò una scelta a Londra nel 1780, "di celebre autore calabrese".

## Opere
- Bartolomeo Nappini, Sonetti pedanteschi di don Polipodio Calabro, pedagogo e pastore, per la prima volta da un fedelissimo ms. raccolti, e pubblicati da Mastro Erenio Calepodigero. Centuria prima-terza. Guastalla: appresso Giacomo Benj. Kross di Danzica, regio-ducal stampatore, 1769-1770
- Bartolomeo Nappini, Rime pedantesche. A cura di Pasquino Crupi. Soveria Mannelli : Rubbettino, 2005